# Општина Бутиману (Дамбовица)
Бутиману (рум. Butimanu) општина је у Румунији у округу Дамбовица.
Oпштина се налази на надморској висини од 120 m.